# КК Теодо Тиват
КК Теодо Тиват је црногорски кошаркашки клуб из Тивта. У сезони 2016/17. такмичи се у Првој лиги Црне Горе и у Балканској лиги.

## Историја
Клуб је основан 2005. године. Од сезоне 2009/10. такмичи се у Првој лиги Црне Горе.
Од сезоне 2012/13. је редовни учесник Балканске лиге.

## Познатији играчи
- Саво Ђикановић
- Душан Милошевић